# Église Saint-Pierre de Bredons
Pour les articles homonymes, voir Église Saint-Pierre.
L'église Saint-Pierre de Bredons est une église française de style roman située sur le territoire de la commune d'Albepierre-Bredons, dans le département du Cantal.

## Localisation
L'église se dresse sur un dyke dominant la vallée de l'Alagnon et la ville de Murat.

## Historique
Le prieuré est fondé en 1067 par Durand de Bredon, abbé de Moissac de 1048 à 1071. La consécration de la première église est faite en 1095. Bredons a été un prieuré de l'abbaye de Moissac.
Elle fait l’objet d’un classement au titre des monuments historiques par la liste de 1840.
Est conservée au musée de la Haute-Auvergne à Saint-Flour l’une des rares statues-reliquaires en bois romanes bien conservées existant encore en France, provenant du riche trésor du prieuré de Bredons (statue retrouvée en 1954 par un enfant de Bredons, derrière le maître-autel de l’église, où elle avait été cachée plusieurs siècles plus tôt) : une statue-reliquaire en noyer, recouverte d’une polychromie et par endroit de plaques métalliques, qui date de la première moitié du XIIe siècle. Celle-ci représente saint Pierre, assis sur un trône et vêtu d’une tunique plissée, qui, de sa main gauche, avec ses deux doigts levés, bénit les fidèles.

### Liste des objets volés
L'église de Bredons a connu plusieurs vols, dont le plus important eut lieu la nuit du 29 juin 2002 lors de laquelle une cinquantaine d'objets ont été dérobés (depuis, un seul objet a été retrouvé en Allemagne, les autres seraient dans des collections privées) :
- Notre-Dame de Sion, Vierge à l'Enfant romane en bois polychrome, volée en 1959 ;
- Notre-Dame-de-Lorette de Bredons, Vierge à l'Enfant en bois, volée en 2002 ;
- Niche à baldaquin soutenue par deux angelots et contenant la Vierge, volée en 2002 ;
- Toile attribuée à Drouais et statues de saint Blaise et saint Timothée, volées en 2002 ;
- Remise du Rosaire, huile sur toile de Nicolas Gargan, XVIIe siècle, volée en 2002 ;
- Statues de Marie-Madeleine, la Vierge et Jean à Bredons, XVIIIe siècle, volées en 2002 ;
- Saint Paul remettant les épîtres à saint Timothée, huile sur toile volée en 2002 ;
- Statues d'Adam et Ève accompagnées d'un angelot et d'un cartouche, volés en 2002 ;
- Statues de Jésus et la Vierge, accompagnées d'un angelot et d'un cartouche « La Vie vient du bois », volés en 2002 ;
- Bas-relief de Moïse, crucifix et bas-relief d'Aaron, volés en 2002 (seul Aaron a été retrouvé en 2009) ;
- Statues de saint Jean-Baptiste, la Vierge à l'Enfant et saint Roch, volées en 2002.

### Rénovation
Depuis 2021, l’église est en travaux pour des rénovations au niveau de la façade. Un échafaudage a été installé, enveloppant  l’extérieur.

## Architecture
De style roman, elle est édifiée en pierre basaltique avec une couverture en lauze.

## Galerie

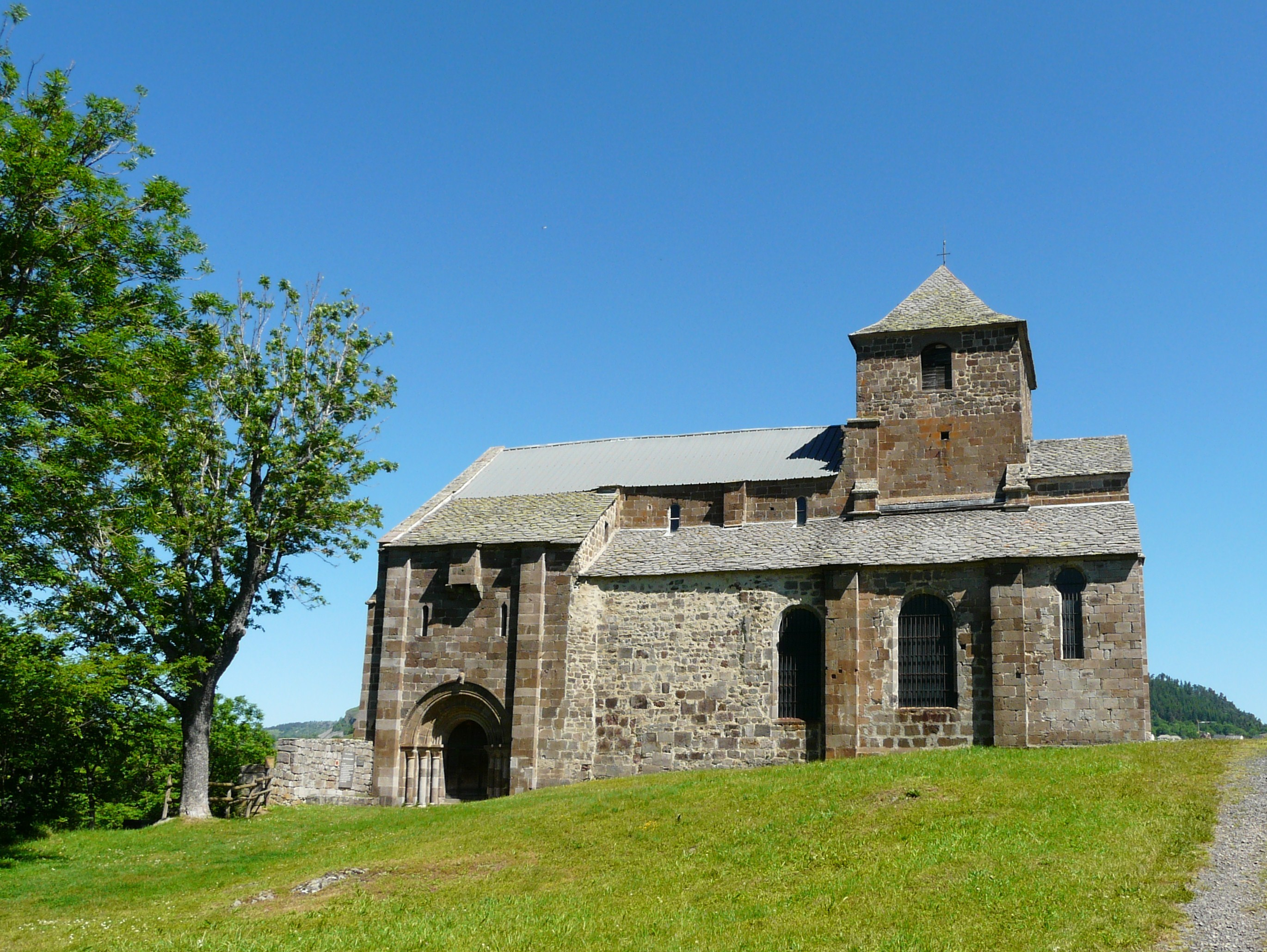
Le flanc sud de l'église.
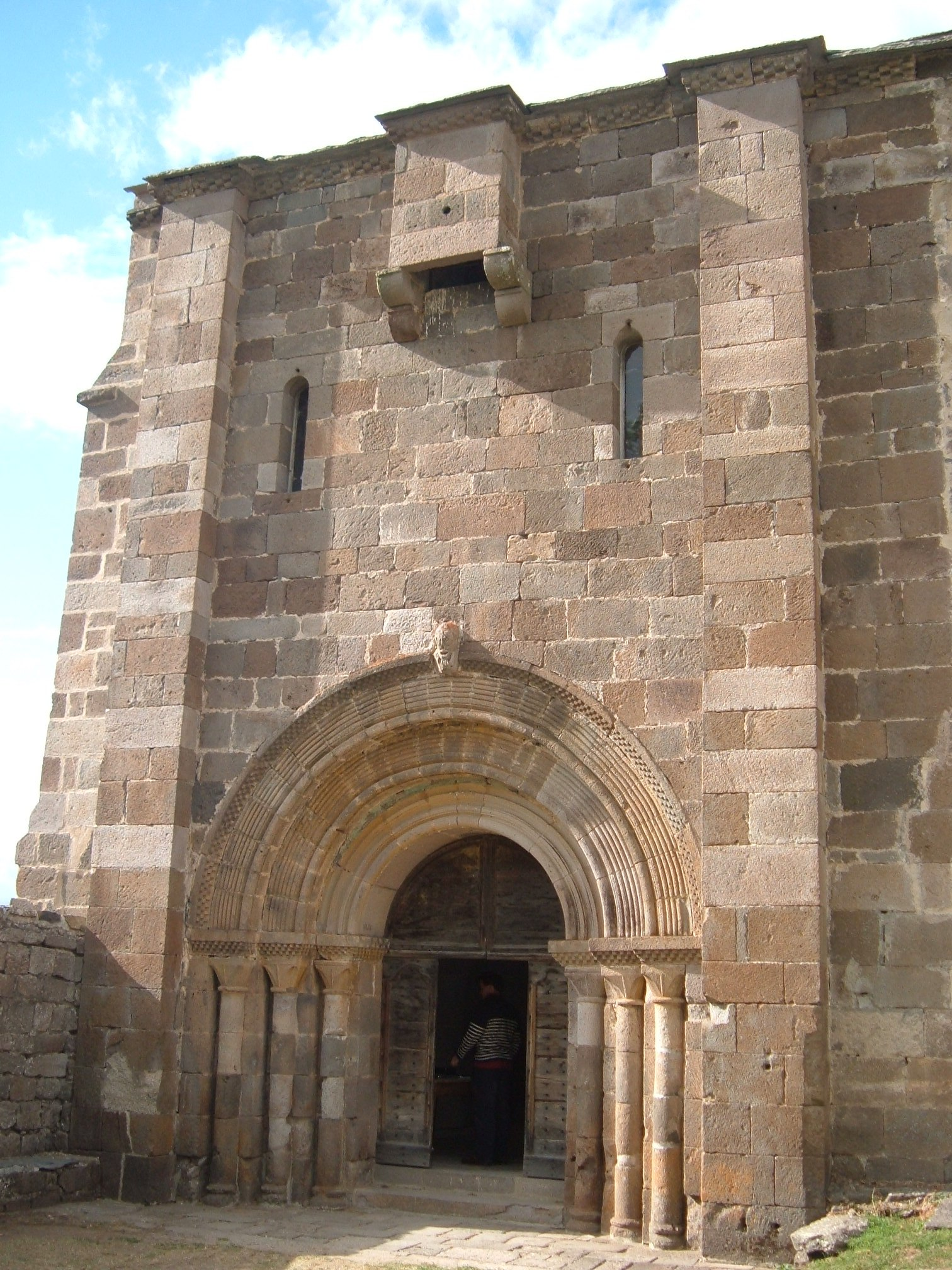
Vue partielle de la façade du prieuré de Bredons.
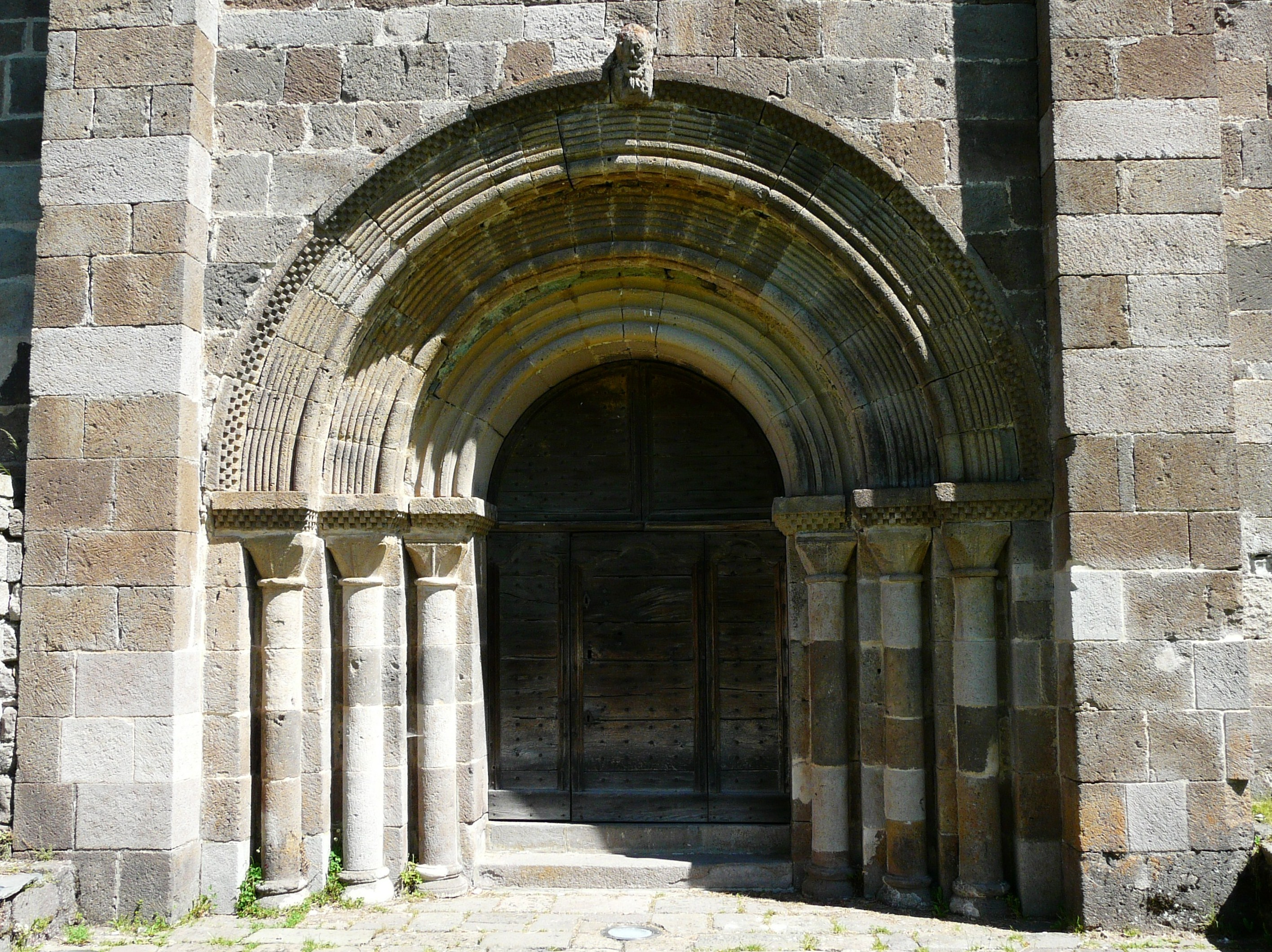
Le portail d'entrée.
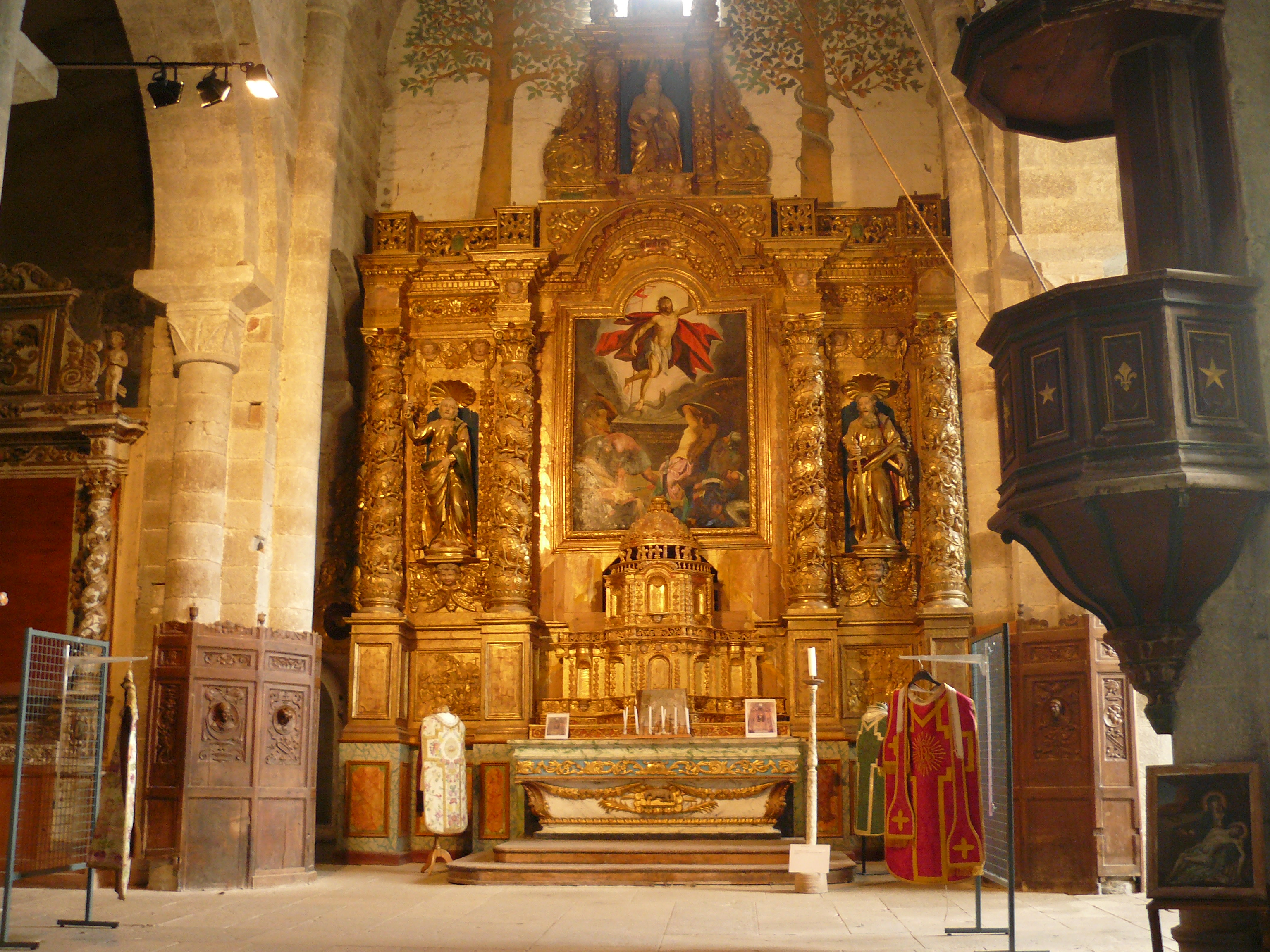
Le retable d'Antoine Boyer.